# Abschnittsbefestigung Wolfgangswall

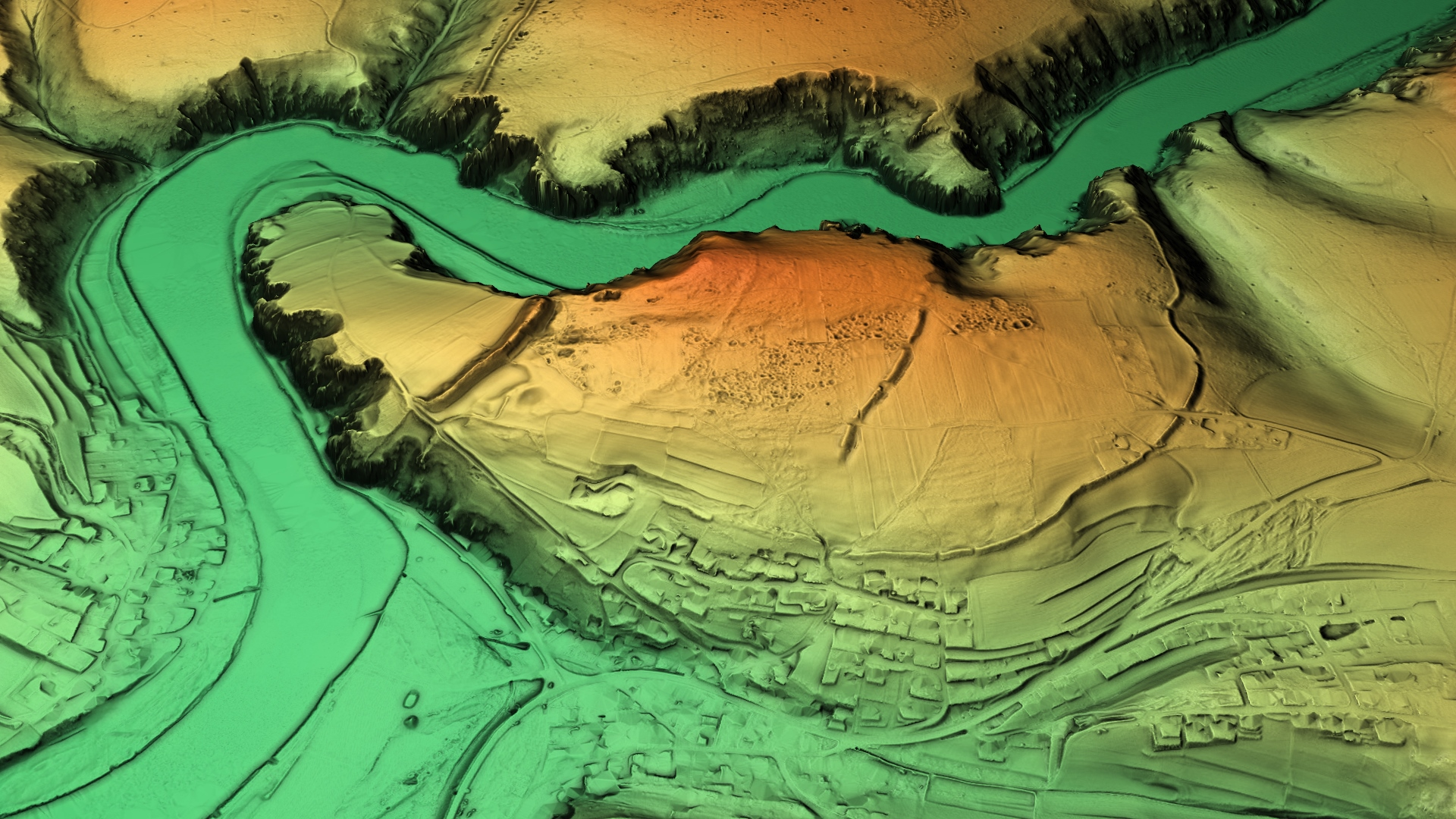
3D-Ansicht des digitalen Geländemodells

Die Abschnittsbefestigung Wolfgangswall liegt ca. 500 m südsüdöstlich oberhalb des Klosters Weltenburg auf dem Frauen-, Wurz- und Arzberg bei Weltenburg. Diese komplexe und in ihrer Entstehung sich über lange Zeit hinziehende Anlage wird als „vorgeschichtliche und mittelalterliche Abschnittsbefestigung mit 4 Wällen  … (und als) frühmittelalterliches Herrschaftszentrum (Burg)“ unter der Aktennummer D-2-7136-0052 im Bayernatlas aufgeführt. Der erste Abschnittswall wird als „Wolfgangs- oder Römerwall“, aber auch als „Keltenwall“ bezeichnet; dieser Teil der Abschnittsbefestigung wird im Bayernatlas unter der Aktennummer D-2-7136-0048 als „innerer Abschnittswall mit Graben der vorgeschichtlichen und mittelalterlichen Abschnittsbefestigung auf dem Frauenberg („Wolfgangs- oder Römerwall“)“ geführt.

## Beschreibung
Der Wolfgangswall ist der erste von vier Befestigungswällen auf dem Frauenberg. Er ist 220 lang, aber sehr deutlich ausgebildet. Innen erhebt er sich vom Fuß bis zur Wallkrone um 11,8 m, nach außen fällt er bis zur Sohle eines vorgelagerten und drei Meter tiefen Graben um 10 m ab. Im südlichen Teil macht er sowohl innen wie auch außen etwa 7 – 8 m aus. Bis Mitte des 20. Jahrhunderts waren noch Reste einer durchragenden Bruchsteinmauer erkennbar und im Nordteil hat sich vermutlich ein turmartiges Bauwerk befunden. Bei einem 1966 erfolgten Wegebau konnte zwischen dem südlichen Wallende und der Hangkante eine steinerne Toranlage nachgewiesen werden. Diese steinerne Toranlage hatte einen hölzernen Vorgänger aus dem frühen bis mittleren 10. Jahrhundert, der durch einen Brand abgekommen ist. Damals setzte sich diese Anlage in Form einer Palisade auf der Wallkrone fort, diese ist allerdings auch durch einen Brand untergegangen. Nach diesem Brand wurden die Wehrbauten in Steinbauweise erneuert.
Auf dem Frauenberg befinden sich auch die Reste eines römischen Kleinkastells, das aber in keinem Zusammenhang mit der mittelalterlichen Befestigung steht.
Bei Grabungen von 2007 stellte sich heraus, dass die Südseite der Frauenbergkapelle eine sehr viel stärkere Mauer im Vergleich zu den anderen drei Seiten besaß. Von daher wird angenommen, dass dies die Außenmauer eines Monumentalbaus war.

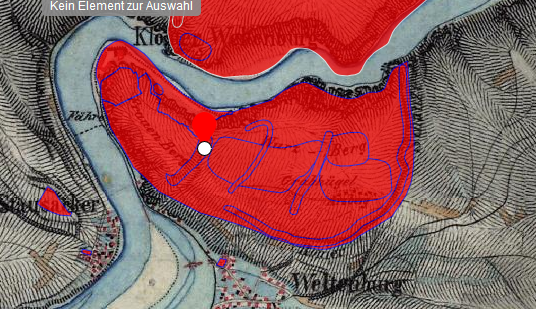
Lage des Wolfgangswall auf dem Bayerischen Urkataster

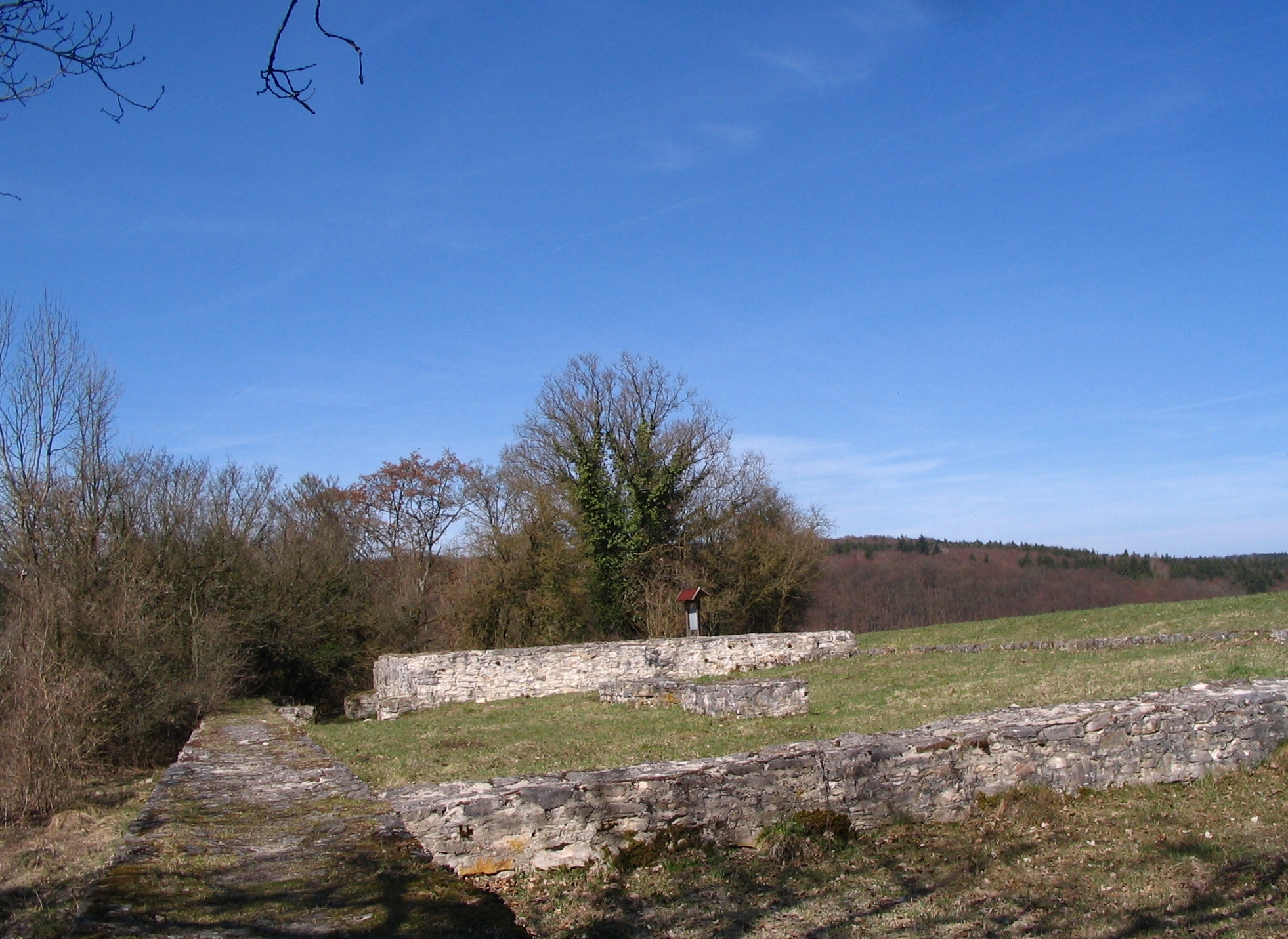
Baureste der Bischofsburg, früher als Teile des römischen Kleinkastells interpretiert

## Geschichte
Der Frauenberg besitzt eine reiche geschichtliche Tradition; hier sind Siedlungen des Mesolithikums, des (Mittel-)Neolithikums, der Münchshöfener Kultur, der Bronzezeit, der Urnenfelderzeit, der Hallstattzeit, der frühen Latènezeit, der römischen Kaiserzeit sowie des Mittelalters nachgewiesen. Der Frauenberg diente auch als Bestattungsplatz während all dieser Epochen. Zudem ist hier ein mittelalterliches bzw. frühneuzeitliches Bergbauareal mit Schmelzöfen und Schürfgrubenfeldern nachgewiesen. Darauf geht die alternative Bezeichnung Arzberg zurück.
Der Wolfgangswall auf dem Frauenberg wird als Rest der Residenz des Regensburger Bischofs gedeutet. „Welztinpurc“ gehörte ihm ab dem 9. Jahrhundert, wie eine Urkunde von 889 belegt. Ab 932 ist Weltenburg ein bischöfliches Eigenkloster. Es wird angenommen, dass Bischof Wolfgang die bereits früher bestehende bischöfliche Festung zwischen 972 und 994 wiederherstellte und ausbaute, wie es in einer Überlieferung von 994 lautet: „Quem beatus Wolfgangus antecessor meus icastellavit“.